# NGC 4493-1
NGC 4493-1 (другие обозначения — MCG 0-32-17, ZWG 14.56, NPM1G +00.0376, PGC 41409) — линзовидная галактика (S0) в созвездии Девы. Компонент взаимодействующей пары галактик.
Этот объект входит в число перечисленных в оригинальной редакции «Нового общего каталога».
В галактике наблюдались вспышки сверхновых в 1994 году (SN 1994M, тип Ia, максимальная видимая звёздная величина 16,31m) и в 2004 году (SN 2004br, тип Ia-p, пиковая видимая звёздная величина 16,3m).
Радиальная скорость 6839 ± 3 км/с.
Галактика имеет искажённый диск и показывает явные следы взаимодействия с компаньоном, находящимся в 1,7′ на юго-востоке (галактикой NGC 4493-2). Это взаимодействие приводит к наличию в галактике достаточно молодого звёздного населения (по сравнению с типичными линзовидными галактиками, в которых скорость звездообразования мала) и, следовательно, появлению сверхновых.